# ذي القبور (الرضمة)

تعديل مصدري - تعديل

ذي القبور محلة تابعة لقرية المنزل، التابعة لعزلة عجيب بمديرية الرضمة إحدى مديريات محافظة إب في الجمهورية اليمنية.، بلغ تعداد سكانها 43 حسب تعداد اليمن لعام 2004.